# كارلوس تشافيز
كارلوس تشافيز (بالإسبانية: Carlos Chávez)‏ (و. 1899 – 1978 م) هو ملحن، وموزع (موسيقى)، ومصمم رقص، وعالم موسيقى، وموسيقي مكسيكي، ولد في ولاية مكسيكو، يستخدم آلات بيانو، وكان عضوًا في الأكاديمية الأمريكية للفنون والعلوم، توفي في مدينة مكسيكو، عن عمر يناهز 79 عاماً.

## التعليم
تعلم في Conservatorio Nacional de Música (Mexico) ‏.

## جوائز
حصل على جوائز منها:
- زمالة غوغنهايم
- الجائزة الوطنية في العلوم والآداب في المكسيك.

## روابط خارجية
- كارلوس تشافيز على موقع الموسوعة البريطانية (الإنجليزية)
- كارلوس تشافيز على موقع ميوزك برينز (الإنجليزية)
- كارلوس تشافيز على موقع إن إن دي بي (الإنجليزية)
- كارلوس تشافيز على موقع أول ميوزيك (الإنجليزية)
- كارلوس تشافيز على موقع ديسكوغز (الإنجليزية)